# Confissão de Pedro

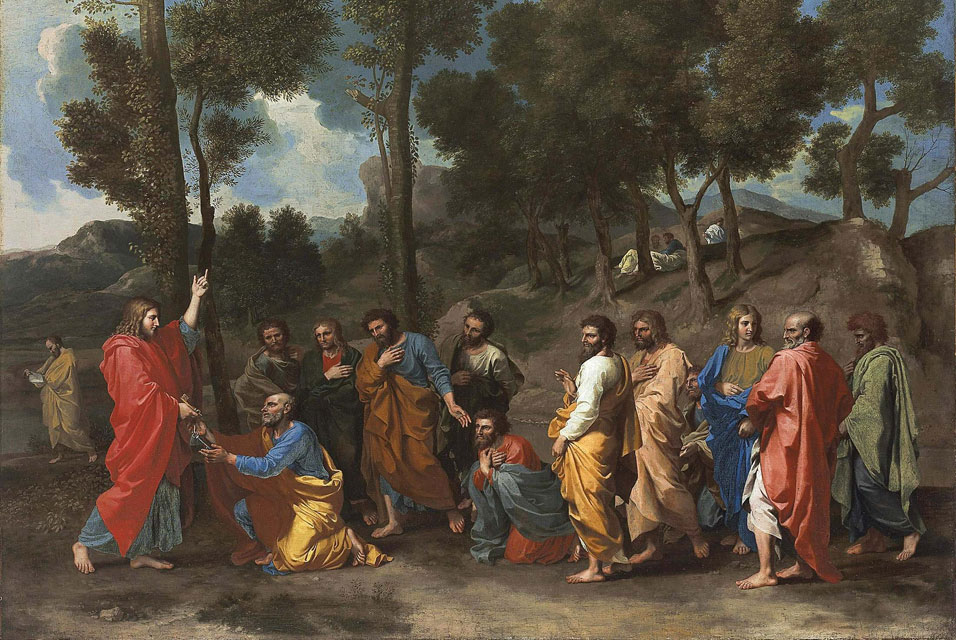
Ordenação.
1630. Por Nicolas Poussin, atualmente em coleção privada.

No cristianismo, a Confissão de Pedro (do título da seção em latim do Evangelho de Mateus na Vulgata: Confessio Petri) é um episódio do Novo Testamento no qual o apóstolo Pedro proclama Jesus como sendo o Cristo - o esperado Messias. A proclamação está descrita nos três evangelhos sinóticos em Mateus 16:13–20, Marcos 8 27:30 e Lucas 9:18–20.
A proclamação de Jesus como Cristo é fundamental para cristologia e a confissão de Pedro - e a aceitação de Jesus ao título - é a frase definitiva sobre o assunto na narrativa do Novo Testamento. No episódio, Jesus não apenas aceita os títulos de Cristo e Filho de Deus, mas declara a proclamação como sendo revelação divina ao afirmar que seu Pai Celestial a revelou a Pedro, se declarando inequivocamente como sendo tanto Cristo e Filho de Deus.
Neste episódio, Jesus também seleciona Pedro como o líder dos apóstolos e afirma que "sobre esta pedra edificarei a minha igreja". A maior parte das denominações cristãs concorda que esta frase se refere a Pedro, mas elas divergem entre si nas interpretações sobre o que acontece após Pedro.
A Confissão de Pedro é também o nome de uma festa litúrgica celebrada por diversas igrejas cristãs, geralmente como parte da Semana de Oração pela Unidade Cristã.

## Narrativa bíblica

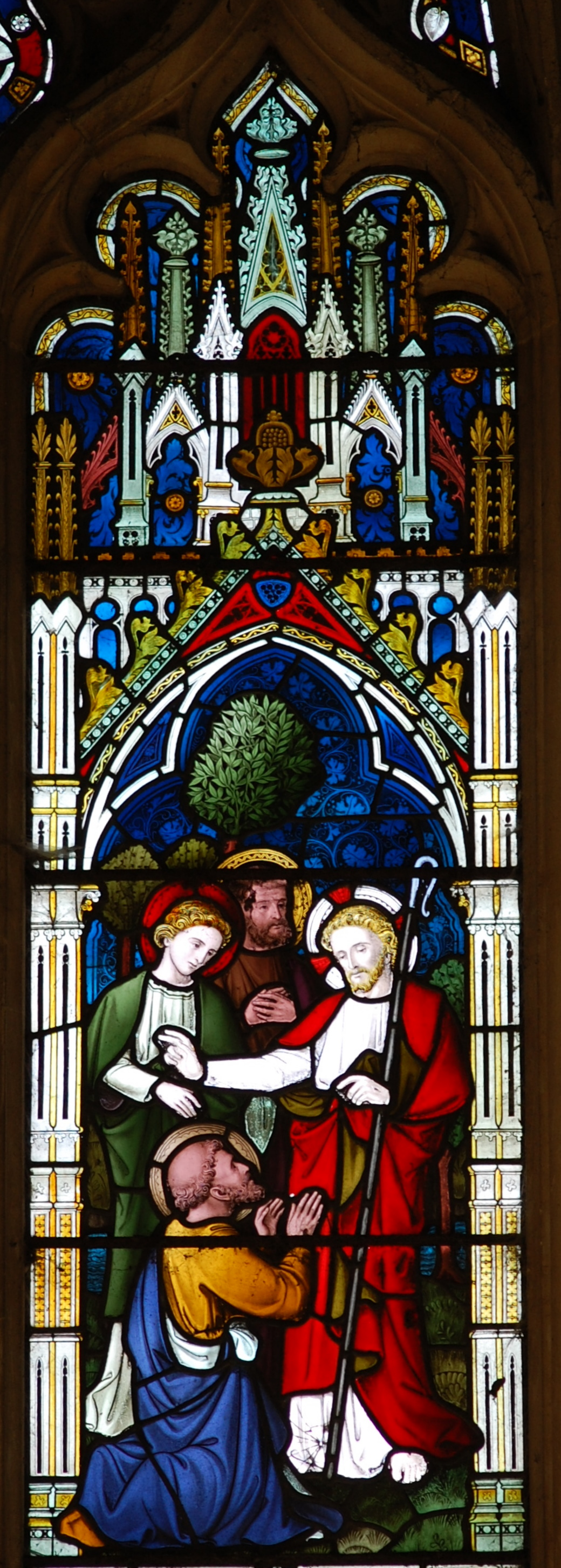
Confissão de Pedro em.
Vitral na Igreja de St Mary e St Lambert em Stonham Aspal, em Suffolk, na Inglaterra.

### Contexto e cenário
No Novo Testamento, esta perícope e o relato da Transfiguração de Jesus, que se segue, aparecem pelo meio da narrativa evangélica e, juntas, elas marcam o início de uma gradual revelação da verdadeira identidade de Jesus aos seus discípulos.
A cena ocorre perto de Cesareia de Filipe, na Palestina setentrional, e no início da jornada final em direção a Jerusalém, que terminará com a crucificação e a ressurreição de Jesus
A Confissão de Pedro começa como um diálogo entre Jesus e seus discípulos em Mateus 16:13, Marcos 8:27 e Lucas 9:18. Jesus começa a perguntar sobre quais seriam as opiniões do povo em relação a si próprio, "Que dizem os homens que sou eu?". Os discípulos então proveem uma variedade de hipóteses comuns na época, passando João Batista, Elias, Jeremias e outros profetas. Anteriormente, estas hipóteses sobre a identidade de Jesus já haviam aparecido em Marcos 14:16, ditas pelos cortesãos de Herodes Antipas quando eles ponderavam se Jesus seria "o Precursor" (João Batista) ressuscitado.

### Proclamação e aceitação
Nos três relatos evangélicos, após perguntar sobre as opiniões da multidão, Jesus pergunta aos discípulos sobre suas próprias opiniões: "Mas vós, quem dizeis que sou eu?". Apenas Simão Pedro responde: "Tu és o Cristo, o Filho do Deus vivo.".
Apenas em Mateus 16:17, Jesus abençoa Pedro por sua resposta e, posteriormente, o indica como sendo a rocha da Igreja. O trecho começa assim:
| “ | "Respondeu-lhe Jesus:Bem-aventurado és tu, Simão Bar-Jonas, porque não foi carne e sangue quem to revelou, mas meu Pai que está nos céus.E também eu te digo que tu és Pedro,e sobre esta pedra edificarei a minha igreja,e as portas do inferno não prevalecerão contra ela."Mateus16:17-18. | ” |

Ao abençoar Pedro, Jesus não apenas aceita os títulos de "Cristo" e "Filho de Deus" que Pedro lhe atribui, mas também declara que a proclamação é uma revelação divina ao dizer que foi seu Pai Celestial quem a revelou ao apóstolo. Nesta afirmação, ao endossar ambos os títulos como sendo revelação divina, Jesus inequivocamente se declara Cristo e Filho de Deus.

### Escolha de Pedro
Em Mateus 16:18, Jesus continua:
| “ | «Também eu te digo que tu és Pedro, e sobre esta pedra edificarei a minha igreja; e as portas do Hades não prevalecerão contra ela. Dar-te-ei as chaves do reino dos céus...» (Mateus 16:18) | ” |

A palavra "igreja" (em grego:  ekklesia), como utilizada aqui, aparece nos evangelhos apenas uma outra vez, em Mateus 18:17, e se refere à comunidade de cristãos da época. As "portas do Hades" se referem ao submundo, morada dos mortos, e aos poderes que se opunham a Deus não serem capazes de triunfar sobre a igreja. As Chaves do céu se referem à metáfora utilizada sobre o Reino de Deus como sendo um "lugar onde se entra" e aparece também em Mateus 23:13, de onde se infere que esta entrada pode ser fechada.
A autoridade de Pedro é confirmada ainda mais pelo verso seguinte, "...o que ligares sobre a terra, será ligado nos céus; e o que desligares sobre a terra, será desligado nos céus." Como discutido na seção seguinte, as diversas denominações cristãs atribuem interpretações diferentes sobre o que significa esta autoridade.
Os três evangelhos terminam o relato com Jesus pedindo aos discípulos que mantenham segredo sobre a sua identidade, uma afirmação que deu origem, no século XX, à teoria do Segredo Messiânico no Evangelho de Marcos.

## Questões específicas por denominação

### Interpretações
As diversas denominações cristãs interpretam Mateus 16:18 de variadas maneiras. Embora a maioria concorde que o versículo se refira a Pedro, elas divergem sobre o que acontece em seguida e o que isso significa.

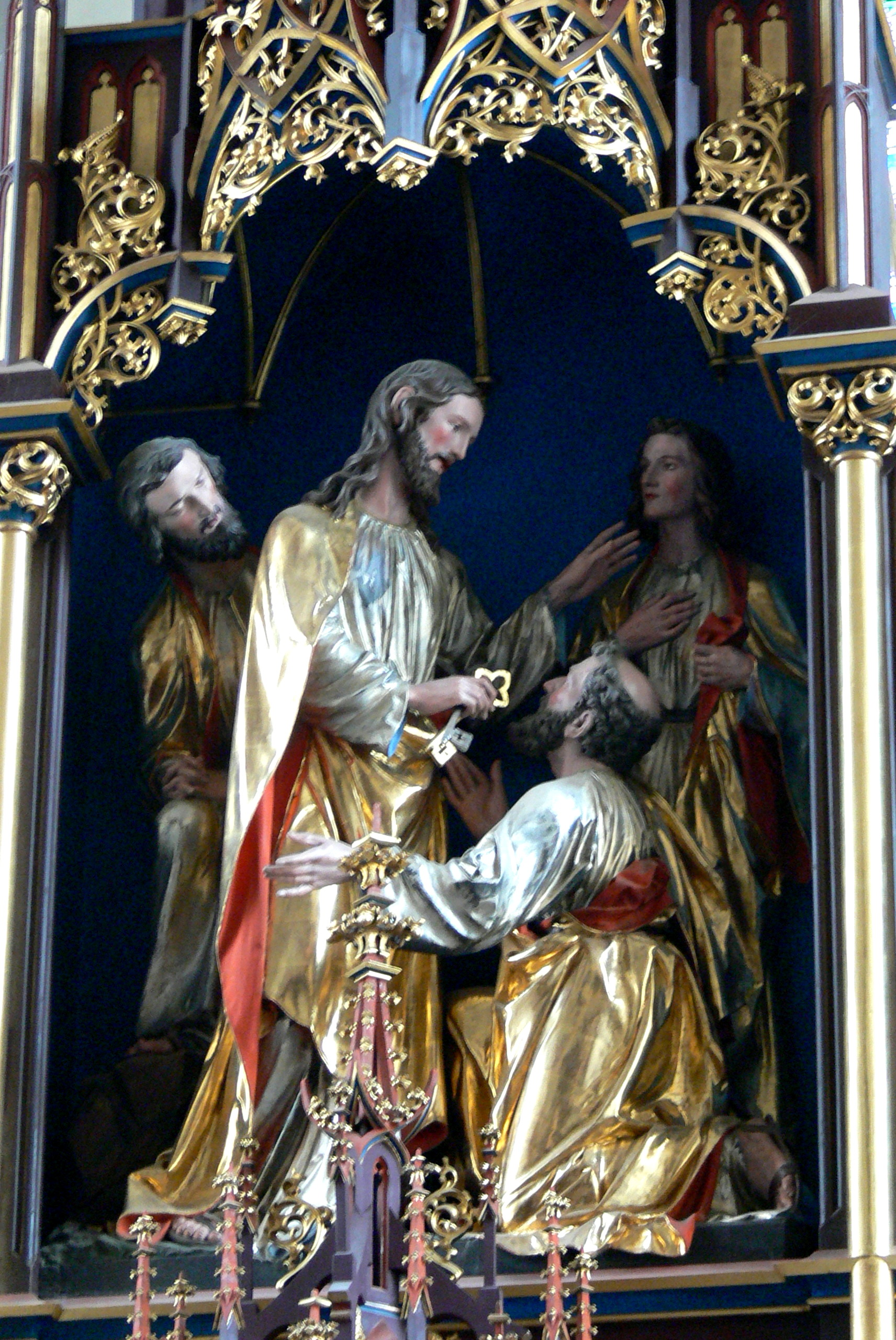
Confissão de Pedro.
1904. Escultura atualmente na Igreja de São Pedro em Sarleinsbach, na Áustria.

Na Igreja Católica, as palavras de Jesus, "sobre esta rocha edificarei a minha igreja", são interpretadas como sendo a fundação da doutrina do papado, através da qual a Igreja de Cristo seria fundada sobre Pedro e seus sucessores, os bispos de Roma. O versículo seguinte, "e as portas do Hades não prevalecerão contra ela", é interpretada como sendo a fundação da doutrina da infalibilidade papal.
A Igreja Ortodoxa e as de Ortodoxia Oriental não rejeitam a sucessão dos papas mas enxergam nas palavras de Jesus sobre "as ligações" como sendo uma graça concedida inicialmente sobre Pedro (que o fez "Pedra de Confissão"), mas posteriormente a todos os apóstolos coletivamente (sendo Pedro o "primeiro entre iguais"). Os ortodoxos acreditam na infalibilidade da Igreja como um todo, mas que qualquer indivíduo, independente da posição que ocupa, pode estar sujeito a erros.
As denominações protestantes (luteranos, anglicanos, calvinistas) acreditam que o verso afirma que São Pedro foi a pedra inaugural da Igreja, mas não aceitam que ela se aplique a uma contínua sucessão de papas, como bispos de Roma. A afirmação sobre as portas do Hades é geralmente interpretada como significando que a Igreja jamais se extinguirá.
Já os pentecostais, ignoram completamente esta idéia, afirmando que há, na realidade, uma figura de linguagem onde a Confissão de Pedro é, em si mesma, a referida rocha.
Reuniões ecumênicas entre as diferentes denominações já foram realizados para tratar destas divergências, mas não foi possível chegar ainda numa versão que todas concordem.

### Comemorações
Antes do Concílio Vaticano II, a Igreja Católica celebrava a festa da Cátedra de São Pedro em 18 de janeiro. Desde então, a festa é celebrada em 22 de fevereiro. A Igreja Católica jamais celebrou a festa sob o nome de "Confissão de Pedro". Nas igrejas anglicanas e luteranas, esta mesma festa é celebrada como "Festa da Confissão de Pedro" em 18 de janeiro.
A Confissão de Pedro é o começo da "Semana de Orações pela Unidade Cristã" - atualmente uma oitava ao invés de semana - e era originalmente conhecida como "Oitava da Unidade Cristã". Trata-se de uma observância litúrgica cristã ecumênica que se iniciou em 1908 e que vai de 18 até 25 de janeiro (a Festa da Conversão de São Paulo).